# پروتکل زد۳۹٫۵۰
یکی از استانداردهای سازمان ملی استانداردهای اطلاعاتی (آمریکا) است، که در زمینه کاربرد فناوری‌های سنتی و نوین در ذخیره‌سازی، بازیابی و مدیریت اطلاعات فعالیت می‌کند. Z39.50 یک پروتکل ارتباطات رایانه با رایانه می‌باشد  که برای پشتیبانی جستجو و بازیابی اطلاعات (مدارک تمام متن، داده‌های کتاب شناختی، تصاویر، چند رسانه ای ها) در محیط شبکه ای توزیع شده ای طراحی شده‌است.
این پروتکل بر مبنای معماری سرویس¬ گیرنده/ سرویس¬ دهنده است. Z39.50کاربران را قادر می‌سازد تا نظام‌های اطلاعاتی متفاوت بر روی انواع شبکه‌ها و اینترنت را از طریق یک درگاه واحد جستجو کنند. با بهره مندی از  نرم‌افزارهای Z39.50، کاربر یک نظام اطلاعاتی خاص می‌تواند اطلاعات مورد نیازش را در دیگر نظام‌های اطلاعاتی (بدون آگاهی از نحوه عملکرد آنها) جستجو نماید. این استاندارد بر روی هر پایه ای (سکویی) قابل پیاده‌سازی است. بنابراین Z39.50نظام‌های رایانه ای ناهمگون، سخت افزار، موتورهای کاوش و نظام‌های مدیریت پایگاه اطلاعاتی متفاوت را قادر می‌سازد تا به صورت یکپارچه با هم کار کنند و تعامل ایجاد نمایند. این پروتکل نخست برای  نظام‌های اطلاعاتی کتابخانه ای تهیه شد. نسخه کنونی پروتکل Z39.50، نسخه 3 است. در برخی کتابخانه‌های آمریکای شمالی نسخه 2 پروتکل هنوز استفاده می‌شود، اما در اروپا پربسامدترین نسخه مورد استفاده، نسخه 3می باشد. این پروتکل توسط "مؤسسه نگهداری Z39.50" واقع در کتابخانه کنگره آمریکا نگهداری می‌شود و گسترش‌های مداوم آن به عهده  "گروه پیاده سازان Z39.50)ZIG) "  است.